# 李法泉
李法泉（1953年9月—），山东滨州人。1970年8月参加工作，1972年加入中国共产党。北京大学国际政治系政治学专业干部专修科毕业，中共中央党校法学专业在职研究生学历。
历任中共天津市纪委办公室干事、主任科员、副主任、主任、纪委常委、副秘书长、秘书长、副书记等职。2006年11月，任中共吉林省委常委、省纪委书记。2011年2月，任中共山东省委常委、省纪委书记。2016年10月，不再担任中共山东省委常委、省纪委书记。